# Ventosa (Torres Vedras)
Ventosa es una freguesia portuguesa del concelho de Torres Vedras, con 26,53 km² de superficie y 5.167 habitantes (2001). Su densidad de población es de 194,8 hab/km².